# Diatretglas

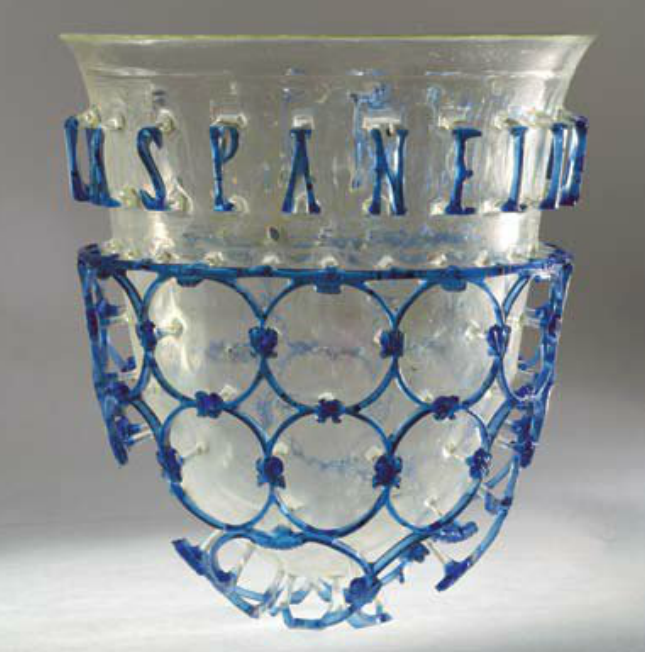
Diatretglas aus Pljevlja, Montenegro

Ein Diatretglas (altgriechisch διάτρητος diatretos „durchbrochen, durchbohrt“) ist ein meist glockenförmiges, prunkvolles doppelwandiges Gefäß mit durchbrochenem Glas. Gemeint ist damit, dass der Gefäßkörper von einem durchbrochenen Glasnetz umfangen wird. Die Gefäße werden daher auch als Netzbecher und im Englischen auch als cage cups (Käfiggläser) bezeichnet.

## Herstellungstechnik

Die geschliffene Netzhülle ist durch einzelne, teilweise ungeschliffene Verbindungsstege mit dem Gefäßkörper verbunden. Detail des Braunsfelder Diatretglases in Köln

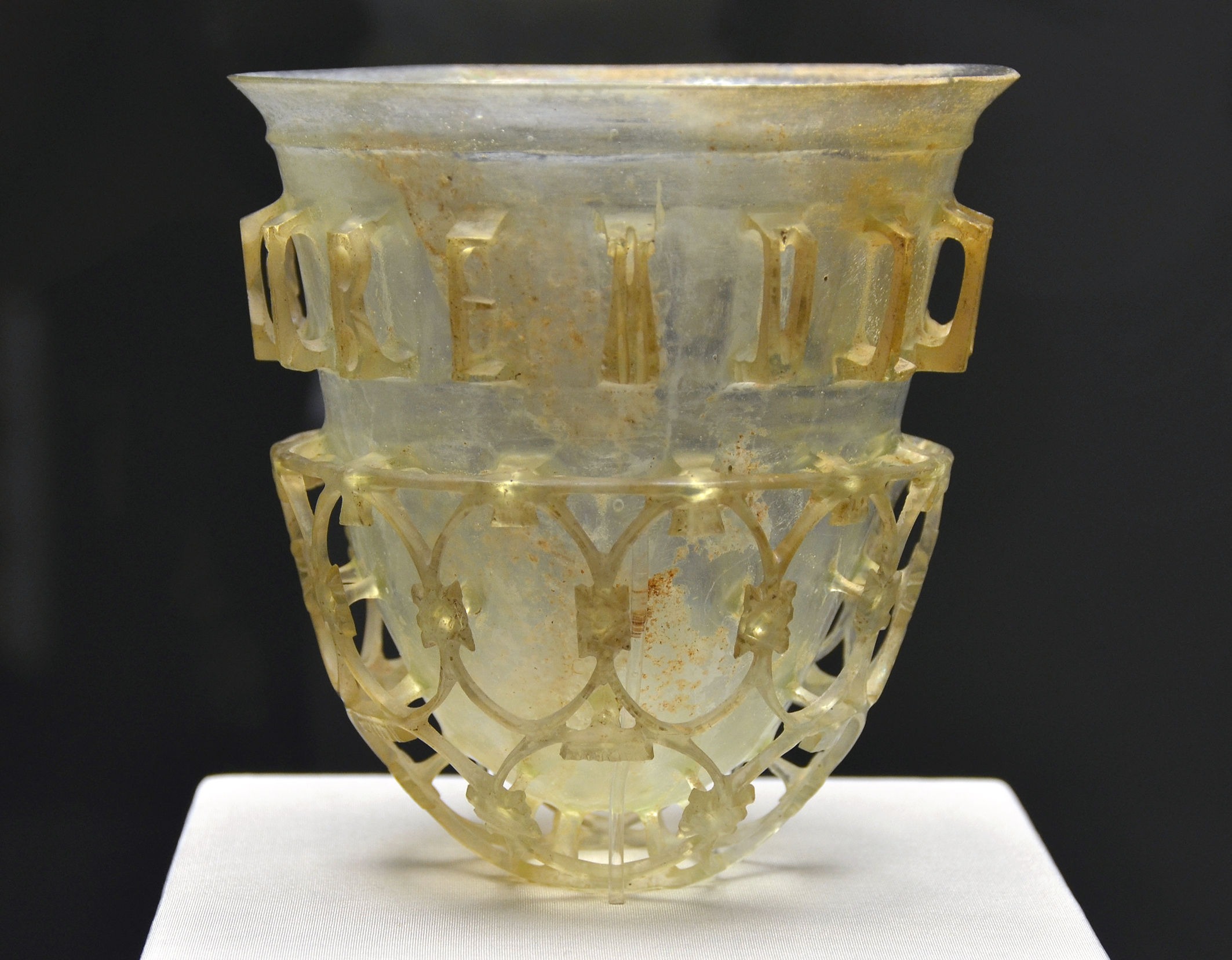
Die geschliffene Hülle verbinden einzelne Stege mit dem Gefäßkörper. Umschrift: BIBE MULTIS ANNIS Staatliche Antikensammlungen München.

In der nachrömischen Zeit wurde das erste derartige Glas 1680 in Norditalien wiederentdeckt. Seit der Zeit versucht man, die Herstellungsweise zu ergründen und sie nachzubilden. Es gibt zwei Theorien, wie ein Diatretglas hergestellt wurde: Die seit den 1880er Jahren für Replikate genutzte Schleifmethode ist Grundlage der Schleiftheorie. Sie kann allerdings nicht wie die Presstheorie die ungeschliffenen Zwischenstege antiker Diatrete erklären.
- Schleiftheorie: Zuerst wurde das Motiv als Relief aus einem geblasenen Rohling herausgeschliffen und anschließend das Material dahinter, bis auf einige Glasstege, entfernt. Diese Theorie scheint auch in der Praxis zu funktionieren, wie in dieser Technik hergestellte Diatretglas-Repliken von Josef Welzel zeigen.[5] Die Schleiftheorie nimmt den Ausschliff aus einem massiven Glasstück an, erklärt aber nicht den Befund der vollständig erhaltenen Diatreta wie zum Beispiel des Braunsfelder Diatretglases in Köln (siehe Abbildung rechts). Die Schleiftheorie greift eine 1930 veröffentlichte Deutung von Fritz Fremersdorf auf.[6] Erst Otto Doppelfeld sah die Schleiftheorie dann aufgrund der Schleifversuche der Ichendorfer Glashütte bei Köln unter der Leitung von R. Penkert und der Übergänge vom farblosen zum farbigen Glas gerade an den Verbindungsstegen skeptisch.[7] Dementsprechend zeigen die von Doppelfeld 1961 veröffentlichten Makroaufnahmen den Farbwechsel in den nur im Bereich des Gefäßrandes beschliffenen Glasflussstegen (Abb. links). Diesen auch an den übrigen Diatreten zu beobachtenden Befund sucht die Presstheorie zu erklären.
- Presstheorie: Mit einem perforierten Zwischenbecher aus Gips oder einer Mischung aus Gips und Quarzmehl könnte möglicherweise ein zweischaliger Glasrohling hergestellt werden, der dann aufgeschliffen wurde.[8] Die erfolgreiche Umsetzung dieser Theorie in die Praxis fehlt bislang.

## Funktion
Die Diatrete werden meist als Trinkgefäße angesehen, weil sie oft die Form von Trinkbechern haben und mit Trinksprüchen verziert sind. Die Verwendung als Trinkbecher ist auch in einem Gedicht des Martial überliefert. Allerdings spricht die für die Diatrete typische abgesetzte Lippe der erhaltenen Gefäße, die bei einem Exemplar im Corning Museum of Glass von einem dreihenkligen Bronzering umfasst ist, gegen dieses Verständnis. Dieser Haltering weist das Gefäß als hoch aufgehängten Leuchtkörper aus. Damit ist die Funktion der Gefäßlippe erklärt, was die Untersichtigkeit sämtlicher Diatrete und selbst Becherform und Trinksprüche aus dem Zusammenhang mit dem Dionysoskult herleiten würde, vgl. Ampel und Ampelos und den Lykurgosbecher. Überdies inszenieren die veröffentlichten Fotografien der Diatrete mit entsprechender Beleuchtungsführung den Leuchtkörper von Glaslampen mit schwimmendem Docht. Allerdings sind beispielsweise die aus Kölner Gräbern des 4. Jahrhunderts bekannten Exemplare in einer Zeit in die Erde gelangt, als im Rheinland die Beigabe von Lampen längst unüblich geworden war. Eine eindeutige, einheitliche Deutung der Funktion der Diatretgläser ist daher wohl nicht möglich.

## Verbreitung

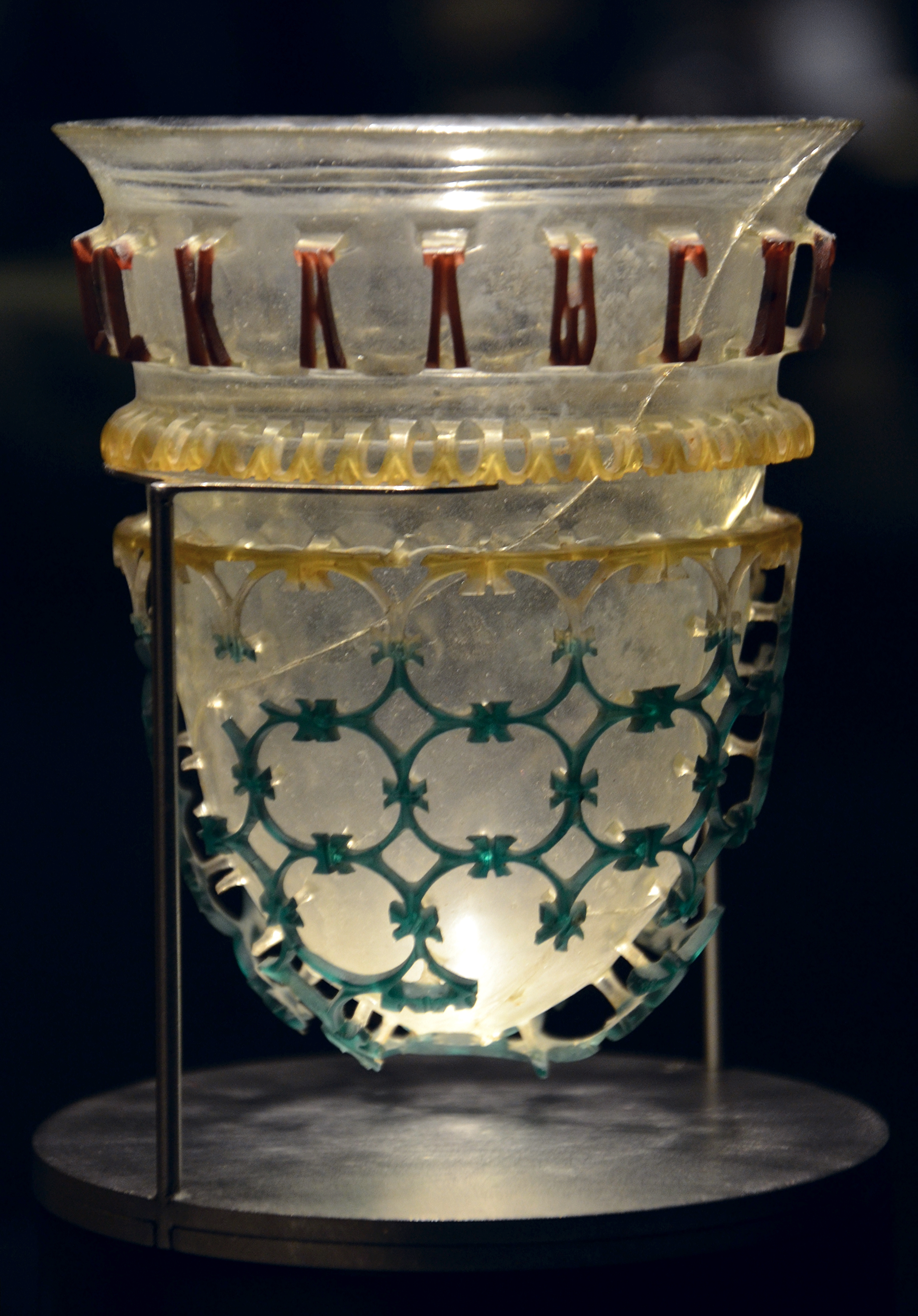
Das Braunsfelder Diatretglas des Römisch-Germanischen Museums in Köln

Diatretglas war ein wertvolles Prunkglas der römischen Zeit; es gab sogar antike Gesetze zur Regelung der Schadenshaftung für Diatretglasschleifer. Die ersten derartigen Gläser sind aus dem 1. Jahrhundert bekannt.  Die wenigen bekannten frühen Exemplare sind noch nicht mit dem charakteristischen Netzwerk, sondern mit unterschiedlichen Motiven verziert. Im 3. und 4. Jahrhundert war die Glasschleifkunst auf ihrem Höhepunkt. Bis heute sind über 70 Exemplare bekannt, die häufig nur noch als Scherben überliefert sind. Um ein größeres Publikum zu bedienen, wurden auch preiswerte Imitationen angefertigt. Eines dieser Gläser wurde beispielsweise an dem spätrömischen, in valentinanischer Zeit erbauten Burgus Budakalász-Luppa csárda am Donaulimes in Ungarn gefunden.

## Bekannte Diatretgläser

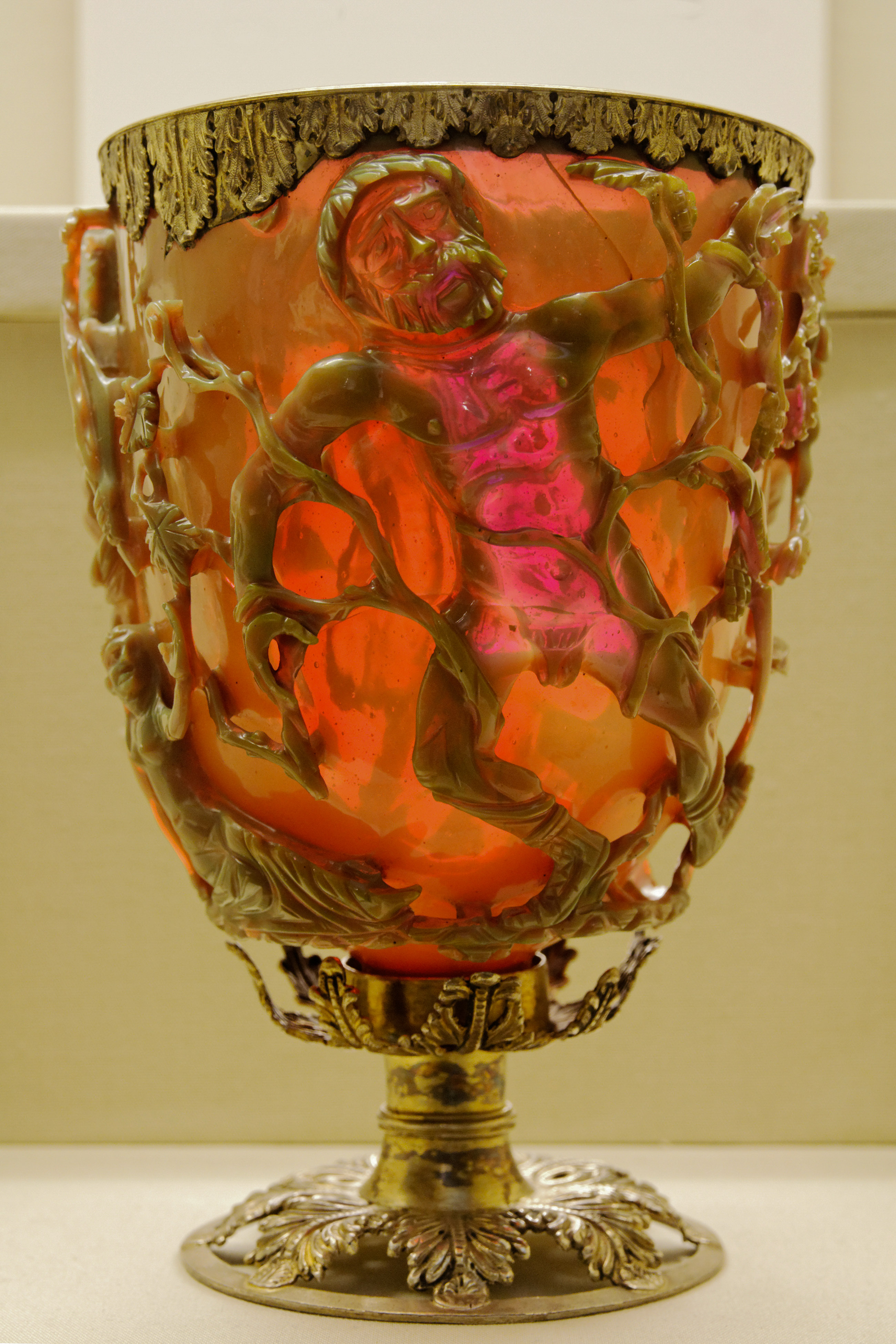
Lykurgosbecher

- Lykurgosbecher aus dem 4. Jahrhundert, seit 1945 im Besitz des British Museum. 16,5 cm hoch, 13,2 cm Durchmesser. Goldrubinglas, welches im Gegenlicht rot und im Auflicht opak-gelbgrün erscheint. Dieser Effekt entsteht, weil in das Glas kleinste Gold- und Silberpartikel (etwa 70 nm) im Verhältnis von drei zu sieben eingearbeitet wurden. Damit ist es das einzige vollständig erhaltene Glas mit einem solchen Effekt. Einmalig auch seine figurative Gestaltung mit einer mythologischen Szene: Die in einen Weinstock verwandelte Mänade Ambrosia hält König Lykurgos gefangen, der von Dionysos gezüchtigt wird.[16]
- Das Köln-Braunsfelder Diatretglas im Römisch-Germanischen Museum in Köln[17] wurde 1960 im Gräberbezirk des römischen Gutshofs im Kölner Stadtteil Braunsfeld ausgegraben. Es wird auf 330 bis 340 n. Chr. datiert. Der griechische Schriftzug ΠΙΕ ΖΗCΑΙC ΚΑΛѠC ΑΕΙ (= PIE ZESAIS KALOS AEI) lässt sich als „Trinke, lebe schön immerdar“ übersetzen.
- Netzbecher aus Daruvar (Kroatien) Kunsthistorisches Museum Wien, Fragment, 4. Jh. n. Chr. Höhe 9,5 cm. Die Inschrift ist zu FAVENTIBUS (etwa: „denen, die wohlgesinnt sind“) zu ergänzen.[18]
- Coppa diatreta Trivulzio (coppa Trivulziana Inv. A 0.9.2840) Museo Archeologico in Mailand.[19] Inschrift BIBE VIVAS MULTIS ANNIS: Trinke, auf dass du viele Jahre lebest! 4. Jh. n. Chr., im 17. Jahrhundert in einem Sarkophag in Castellazzo Novarese aufgefunden, in der zweiten Hälfte des 18. Jahrhunderts von Carlo Trivulzio (auch Abate Trivulzio, Bruder des 1763 verstorbenen Marchese Alessandro Theodoro Trivulzio) für sein Museum in Mailand erworben und 1935 von der Stadt Mailand, heute dort im Museo Archeologico.[20]
- Cage Cup aus dem Corning Museum of Glass, Durchmesser 12,2 cm, Höhe 7,4 cm, mit dreihenkeligem Bronzering[21]

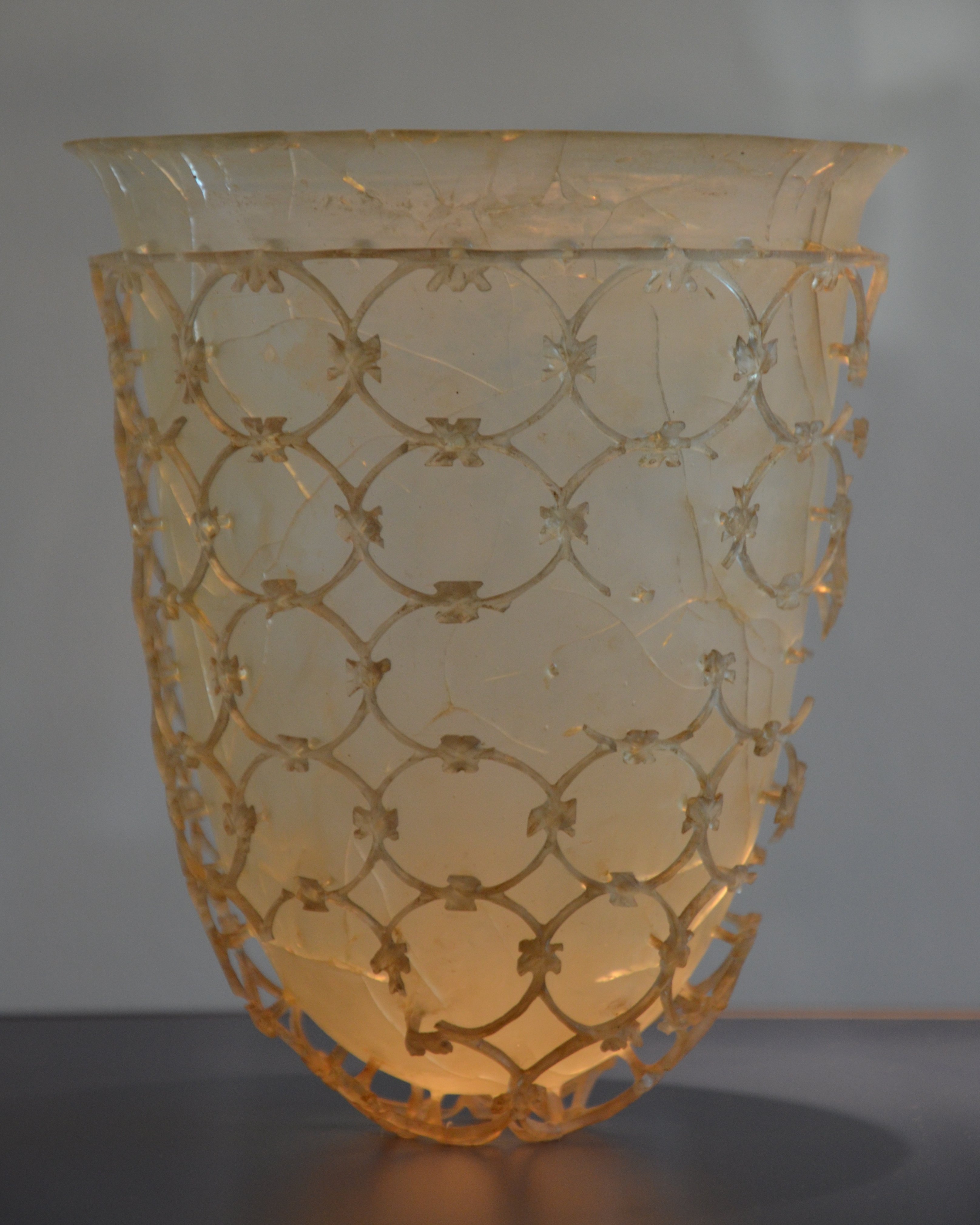
Diatretglas aus Niederemmel im Rheinischen Landesmuseum Trier

- Diatretglas von Niederemmel:[22] Bei Ausschachtungsarbeiten im Jahre 1950 in Niederemmel (Mosel) wurden drei Sandsteinsarkophage ca. 35 cm unter der Erdoberfläche gefunden. In einem dieser Sarkophage befand sich neben Skelettresten, einem Tongefäß, einer 38 cm langen Glasphiole auch ein außerordentlich gut erhaltenes 18 cm hohes Diatretglas. Es wird heute im Rheinischen Landesmuseum in Trier ausgestellt.